# فيرا جاكسون
فيرا جاكسون (بالإنجليزية: Vera Jackson)‏ هي مصورة أمريكية، ولدت في 21 يوليو 1912 في ويتشيتا في الولايات المتحدة، وتوفيت في 26 يناير 1999 في كورونا في الولايات المتحدة.